# 哈吉加布尔区
哈吉加布尔区是阿塞拜疆的一個區，位於該國東部穆甘平原，庫拉河自在西南方流經。面積1,469.35平方公里，1991年人口143,135人。首府哈吉加布尔。
1930年建區，1959年被劃入阿里-拜拉姆雷。1990年恢復。